# Berti Vogts
Hans-Hubert Vogts dit Berti Vogts est un footballeur allemand, né le 30 décembre 1946 à Büttgen, près de Düsseldorf (Allemagne). Il évoluait au poste de défenseur.
Ce défenseur tenace et accrocheur fut l'un des meilleurs de sa génération. Il évoluait au sein de l'équipe de Borussia Mönchengladbach, cinq fois vainqueur de la Bundesliga, qui fut dans les années 1970, le principal rival du Bayern Munich. International allemand, il a remporté le Championnat d'Europe des nations en 1972 et la Coupe du monde en 1974. Lors de ce tournoi, il fut particulièrement célèbre pour avoir muselé la star néerlandaise Johan Cruijff en finale.
Après sa carrière de joueur, il s'est reconverti comme entraîneur. C'est sous sa houlette que l'équipe d'Allemagne a remporté le Championnat d'Europe des nations en 1996. Cette performance fait de lui le seul à avoir remporté la compétition à la fois en tant que joueur puis en tant que sélectionneur.

## Carrière de joueur

### En club
Formé au Borussia Mönchengladbach dont il sera l'un des joueurs majeurs par la suite, Berti Vogts fait ses débuts professionnels en Bundesliga lors de la saison 1965/1966. Il devient rapidement un titulaire indiscutable de l'équipe au poste de défenseur. Tout aussi rapidement, il est surnommé der Terrier en raison de sa pugnacité et de sa ténacité à ne jamais lâcher ses adversaires. Avec des joueurs comme Günter Netzer, Jupp Heynckes ou Herbert Wimmer, le Borussia Mönchengladbach se pose comme le rival du Bayern Munich de Franz Beckenbauer, Gerd Müller et de Sepp Maier. En 1971, le Borussia Mönchengladbach est le premier club allemand a remporter pour la deuxième fois d'affilée le championnat. Pendant toute sa carrière dans ce club, Berti Vogts remportera cinq fois le titre de champion de la Bundesliga. Il gagnera aussi deux fois la coupe UEFA en 1975 et 1979, une coupe d'Allemagne en 1973 et une supercoupe d’Allemagne. 
Il a été désigné comme meilleur joueur d'Allemagne en 1971 et 1979. Il prendra sa retraite de joueur à l'issue de la saison 1979.
Vogts a joué 419 matches de Bundesliga et marqué 32 buts. Il a joué 64 matches dans des compétitions européennes et marqué 8 buts.

### En équipe nationale
Sélectionné en équipe nationale pour la première fois en 1967, Berti Vogts va rapidement y gagner ses galons de titulaire. Néanmoins, s'il fait partie du squad allemand qui remporte le championnat d'Europe des nations en 1972, il ne joue pas une minute lors du tournoi... 
En 1974, il est titulaire pour la Coupe du monde organisée en Allemagne. Il se distingue particulièrement en finale du tournoi en muselant le prodige néerlandais Johan Cruyff.Ce dernier n'échappera que la première minute à la vigilance de Vogts, le temps de provoquer un pénalty. Le reste du match, Cruyff ne pourra se défaire du marquage de Vogts et empêcher la victoire des Allemands. En raison de la notoriété et du talent de Cruyff, ainsi que des conditions particulières d'une finale, il s'agit véritablement du plus haut fait d'armes de la carrière de Berti Vogts.
Entre 1966 et 1978, Berti Vogts a cumulé 96 sélections dans l'équipe d'Allemagne et a marqué 1 but. Il a porté le brassard de capitaine pendant 20 rencontres, notamment lors de la Coupe du monde 1978 en Argentine.

## Carrière d'entraîneur
Entré à la fédération en 1979, il s'est vu confier différentes sélections de jeunes. Il guida notamment les Cadets au titre de champion d'Europe en 1984 puis les Juniors en finale du Mondial au Chili, en 1987.
De 1986 à 1990, Vogts était l'adjoint du sélectionneur, chargé des joueurs de moins de vingt ans. Il était sélectionneur de l'équipe d'Allemagne de 1990 à 1998.
Avec l'équipe d'Allemagne il a remporté le Championnat d'Europe des nations en 1996 et terminé deuxième de cette compétition en 1992. Dans son contrat, il était prévu que la fédération allemande lui verse 3000 € par mois jusqu'à la fin de ses jours.
Il met un terme à sa carrière d'entraîneur après les résultats moyens de l'équipe d'Écosse qui ne s'est pas qualifiée pour l'Euro 2004 et la Coupe du monde de football de 2006, avec entre autres deux matchs nuls humiliants contre l'équipe des Îles Féroé (2-2) et l'équipe de Moldavie (1-1).
En janvier 2007, il annonce son retour en tant que sélectionneur de l'équipe du Nigeria. 
Le 4 avril 2008, il est nommé entraîneur de l'équipe d'Azerbaïdjan. Il y reste six ans mais doit démissionner le 17 octobre 2014 après la correction reçue par son équipe contre la Croatie (0-6) en éliminatoires de l'Euro 2016.
Le 27 mars 2015, il rejoint comme conseiller technique le staff de l'équipe des États-Unis entrainée par Jürgen Klinsmann avec qui il avait déjà travaillé lors de la Coupe du monde 2014.

## Palmarès de joueur

### Equipe nationale
- Vainqueur de la Coupe du monde de football en 1974 avec l'équipe d'Allemagne
- Vainqueur de l'Euro 1972 avec l'équipe d'Allemagne
- Finaliste de l'Euro 1976 avec l'équipe d'Allemagne
- Troisième de la Coupe du monde de football en 1970 avec l'équipe d'Allemagne

### Club
- Vainqueur de la Coupe UEFA en 1975 et 1979 avec le Borussia Mönchengladbach
- Champion d'Allemagne en 1970, 1971, 1975, 1976 et 1977 avec le Borussia Mönchengladbach
- Vainqueur de la Coupe d'Allemagne en 1973 avec le Borussia Mönchengladbach
- Vainqueur de la Supercoupe d'Allemagne de football en 1976 avec le Borussia Mönchengladbach

### Distinctions personnelles
- Élu meilleur joueur du Championnat d'Allemagne en 1971 et 1979